# Katsiaryna Piatrouskaya
Katsiaryna Piatrouskaya, née le 11 juillet 1995, est une coureuse cycliste biélorusse spécialiste de la piste.

## Palmarès sur piste

### Championnats d'Europe
| Édition / Épreuve      | Poursuite par équipes                            |
| Athènes 2015 (espoirs) | Or (avec Shmayankova, Savenka et Pivavarava)     |
| Granges 2015           | Bronze (avec Shmayankova, Savenka et Pivavarava) |

## Palmarès sur route
- 2016
  - 3e du championnat de Biélorussie du contre-la-montre
- 2018
  - 3e du championnat de Biélorussie du contre-la-montre